# Aspudden
Aspudden är en stadsdel i Söderort inom Stockholms kommun. Den gränsar till Gröndal, Liljeholmen, Midsommarkransen och Hägersten. 
Området började exploateras på 1910-talet då Byggnads AB Manhem köpt upp mark som avstyckats från Hägerstens gård. 

## Historia

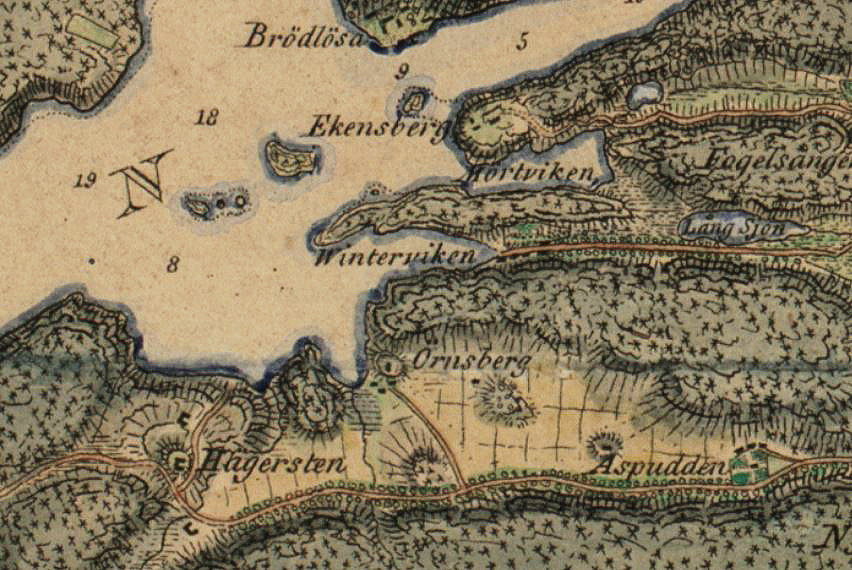
Hägersten, Örnsberg, Aspudden 1817.

Namnet Aspudden är känt sedan 1772. Det var ursprungligen ett torp som löd under Hägerstens gård, som avstyckats från Årsta gård 1760. Senare delades egendomen i Stora och Lilla Aspudden. Under 1800-talet fanns på Lilla Aspudden blomster- och fruktodlingar. På Stora Aspudden odlades tobak.
År 1865 flyttade Alfred Nobel Nitroglycerin Aktiebolagets fabrik till Vinterviken efter att den tidigare anläggningen vid Söder Mälarstrand sprängts. Där tillverkades dynamit ända fram till 1920-talet, då företaget flyttade till Gyttorp. I dag finns bara några enstaka hus kvar, bl.a. den gamla svavelsyrafabriken från 1890-talet.
Åkeriägaren Per Lundkvist köpte marken 1884 och sålde i sin tur till Olsson och Rosenlund som köpte marken 1894 och 1898  fick tillstånd att använda marken för att bygga bostäder. Bolaget valde att stycka av den och sälja till olika byggbolag.

### Manhem och Aspudden

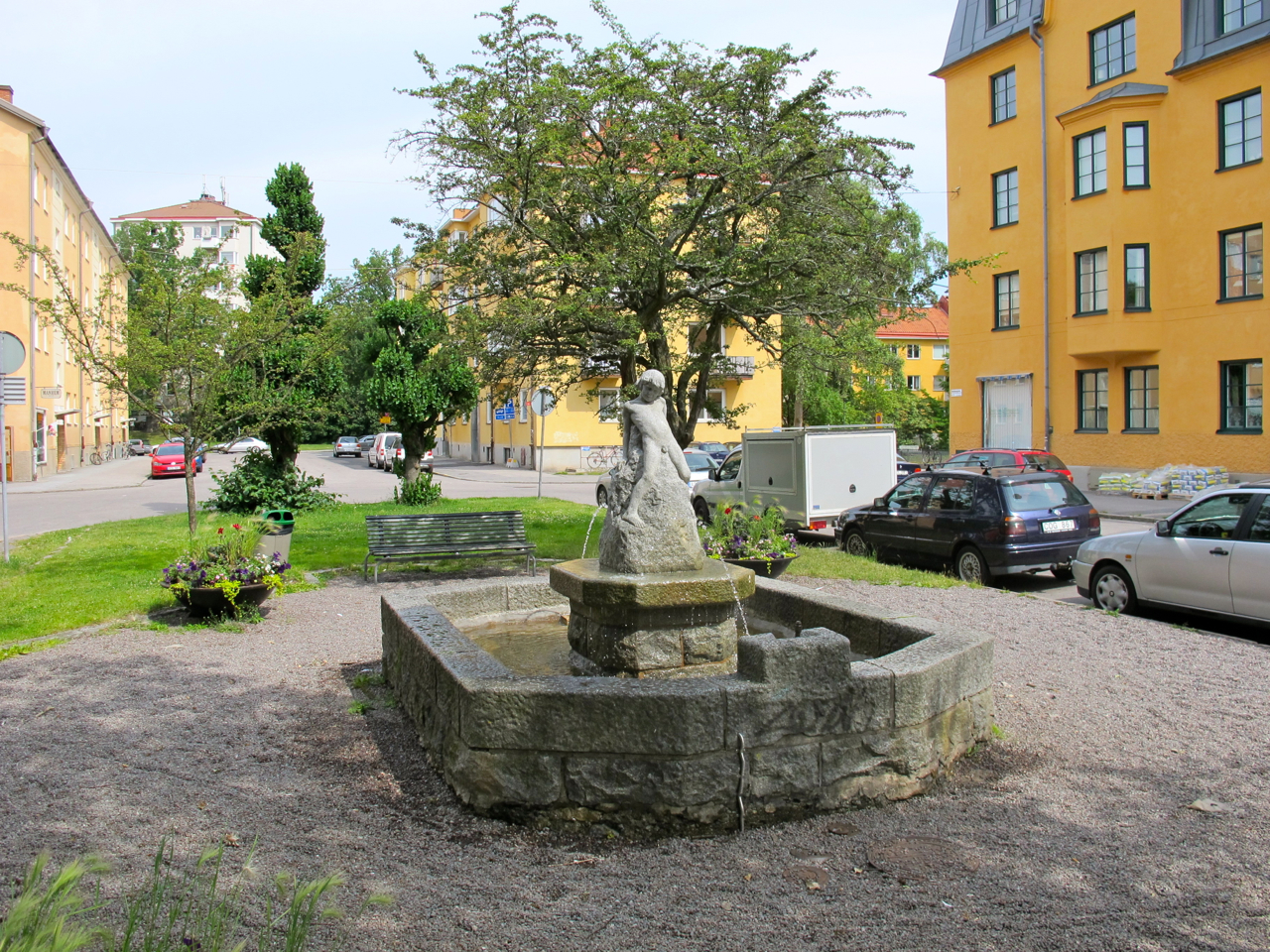
Fontändamm av Albin Brag på Manhemsgatan.

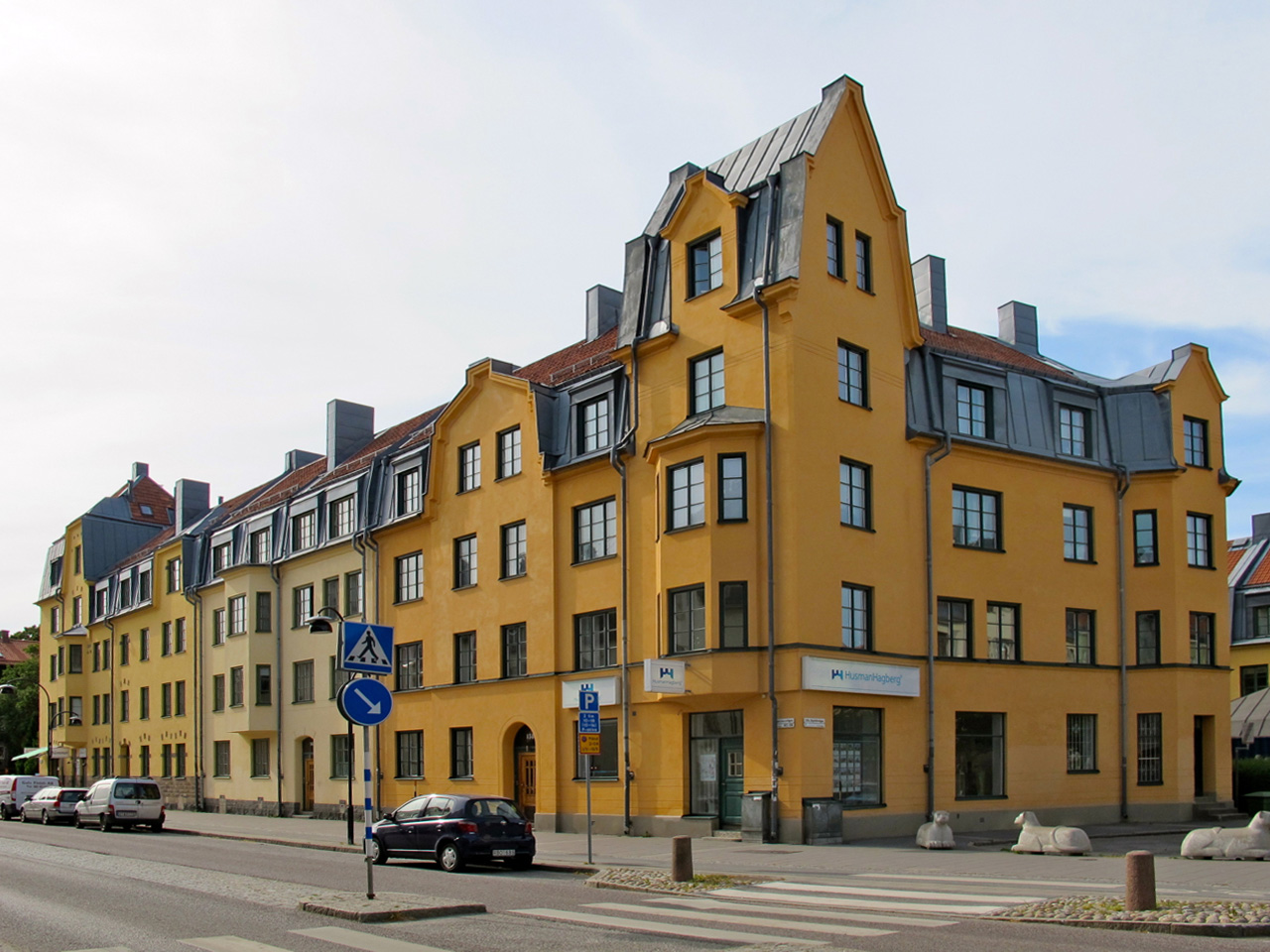
Hägerstensvägen i Aspudden.

1901 köpte det halvt ideella bolaget Byggnads AB Manhem och bolagets direktör Torsten Alm egendomen Aspudden om 42 hektar, och fyra år senare det intilliggande området Jacobsdal om 10 hektar. Ett första förslag till stadsplan togs fram 1906 av arkitekt Per Olof Hallman. Enligt denna skulle området bebyggas med fristående hus i oregelbundna kvarter. Då byggnadsbolaget fick ny ledning 1907 ändrades byggplanerna och stadsplanen ersattes med rätvinkliga gator och kvarter.
Efter den misslyckade satsningen på att bygga hus åt enskilda valde Manhem att bygga arbetarbostäder.
 Centrala Aspudden är bebyggt med bostadshus i innerstadsstil med slutna kvarter. Dessa hus uppfördes i jugendstil på 1910-talet. De flesta lägenheter var små; detta var en stadsdel för arbetare. Lägenheterna var större än de i Stockholm men i enrummare kunde 8-10 personer komma att bo i. I regel var de nya invånarna inflyttade från Södermalm. Affärslokaler uppfördes i husens bottenvåningar och en rad verksamheter etablerades. För det ännu tämligen isolerade Aspudden kom dessa butiker att ofta bli det enda alternativet för arbetarna som bodde där. Huvudgatan fick namnet Jarlagatan - idag heter den Hägerstensvägen. Byggandet tog dock inte riktig fart förrän 1911 då Södra Förstadsbanan drogs fram genom området. Bolaget hade bildats 1909 av AB Manhem och andra markägare söder om staden. Spårvägen gick från Liljeholmen via Kilaberg längs med Hägerstensvägen. Kilaberg var tidigare mer tydligt ett eget område med egen spårvägshållplats men är idag integrerat med Aspudden. Kilaberg är området vid Shells bensinstation.
1910 påbörjades tomtförsäljningen i Aspudden. Byggnadsbolaget lämnade byggnadslån och råd för att underlätta för privata tomtköpare och byggspekulanter. Områdets alla fördelar annonserades ut i den lilla skriften ”Något för Eder”, där det framgår att en lägenhet om 2 rum och kök kostade från 330 kr per år. Hyresgäster lockades också med idrotts- och lekplatser, biograf, butiker, folkskola, koloniträdgårdar och telefonstation. De flesta av AB Manhems hyreshus ritades av arkitekt Albin Brag, så även Fontändamm en skulptur på Manhemsgatan. Husen uppfördes som sluten kvartersbebyggelse och fick utsirade gavlar, burspråk och kraftigt vinklade takfall i en enkel jugendstil, vilket bidrog till att ge stadsdelen dess enhetliga karaktär. 
Manhem ägde och förvaltade omkring 700 lägenheter i Aspudden där en majoritet (65 procent) var ettor. Lägenheterna var ljusa och luftiga. I Aspudden bodde 1978 personer år 1913 och antalet ökade till 4662 år 1918. Bolaget Manhem köptes av Esselte år 1920.
"betydande arkitektoniska och miljömässiga kvaliteter. Det utgör ett gott exempel på en enhetlig och samlad bebyggelse från seklets början och är i sitt slag det enda bevarande inom Stockholm. Som sådant har det ett stort kulturhistoriskt värde"
Stockholms stadsbyggnadskontor slog 1997 fast att centrala Aspudden är en värdefull bebyggelsemiljö som äger betydande miljömässiga kvaliteter och stort kulturhistoriskt värde och att området är unikt i Stockholm med enhetlig flerfamiljbebyggelse från 1910-talet. Stadsbyggnadskontorets åsikt var att ytterligare förtätning ska ske med stor varsamhet för att behålla den ursprungliga stadsplanen med stora, öppna gårdar.

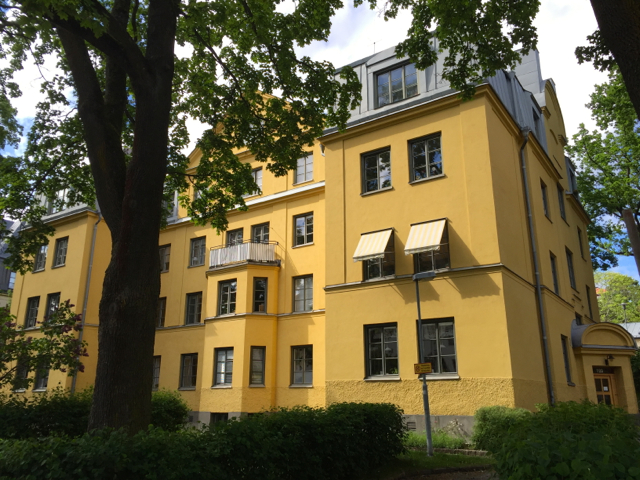
Bostadshus på Hägerstensvägen.

Aspudden var en del av Liljeholmens municipalsamhälle som var en del av Brännkyrka landskommun. Innan inkorporeringen i Stockholms stad krävdes ingen stadsplan då Aspudden låg i Brännkyrka socken och alltså låg i en landskommun och inte i en stad. Etableringen av industrier i Brännkyrka berodde just på att bestämmelserna för byggnader var mindre noggrann än i Stockholms stad. Det första förslaget till en stadsplan för Aspudden följde 1912. År 1913 inkorporerades Brännkyrka landskommun i Stockholms stad. 1918 antogs en stadsplan som gällde fram till 1934 men som innebär att knappt några nya bostäder byggdes. Stadsdelen fick en formell status 1926 med namnet Vinterviken. Sitt nuvarande namn fick Aspudden 1934.
Aspuddens idrottsplats anlades 1913 och blev hem för IF Linnéa. En annan klubb som bildades var Aspuddens IK. IFK Aspudden heter sedan 2012 heter IFK Aspudden-Tellus. Idrotten blev en viktig del av det sociala livet i Aspudden liksom folkrörelserna i form av den socialdemokratiska ungdomsföreningen Aktiv och en Folkets hus-förening. Dessa typer av rörelser minskade från 1940-talet och framåt.
I Aspudden finns en kyrka, träkyrkan S:t Sigfrids kyrka, som restes 1904. Kyrkan hade då tidigare stått i hörnet Frejgatan/Tulegatan i Stockholm. När Aspudden byggdes fanns ett behov av ett allmänt badhus. Mellan 1919 och 2009 existerade Aspuddens badhus (Aspuddsbadet) som från 27 mars 1925 förvaltades av Aspuddens badhusförening. Aspuddsbadet uppfördes som renlighetsbad då de flesta bostäderna saknade bad och dusch. Det privatdrivna Aspuddens sjukhem fanns fram till 1960-talet då byggnaden revs. Det var känt som Hemgården.
Hyresgästföreningen i Aspudden var mycket aktiv under 1920- och 1930-talen Under 1930-talet skedde flera konflikter mellan hyresvärdar, offentliga och privata, och hyresgäster i Aspudden som motsatte sig hyreshöjningar. 1930 stoppades hyreshöjningar och 1931 tvingades de privata hyresvärdarna att sänka hyrorna. Aspudden fick efter påtryckningar från Aspuddens hyresgästförening till kommunfullmäktige ett apotek 1931. Under decennier med start 1935 diskuterades en samlingslokal med 200 platser men den kom aldrig att realiseras. Den var bland annat föreslagen att ligga vid Fågeltorget. På 1930-talet riktades kritik mot myndigheternas skötsel av Aspuddens gator och spårvägstrafik. Kritiken ledde fram till förbättringar av utemiljöerna i Aspudden och Manhem genomförde moderniseringar i sitt bostadsbestånd: värme och vatten drogs in och nya spisar och diskbänkar installerades.

### Gatunamn
Gatorna i Aspudden har namn inom kategorin «svensk forntid och medeltid», t. ex. Erik Segersälls väg som är uppkallad efter Erik Segersäll. Ett annat exempel är Botvidsgatan som fått sitt namn efter Sankt Botvid. Denna namngivning utgick från Manhemsgatan uppkallad efter Bostadsbolaget Manhem. Gatunamnet användes i folkmun och fastställdes officiellt 1924. Ett annat namn med anknytning till bostadsbolaget är Torsten Alms gata. Blommensbergsvägen har fått sitt namn efter krogen Blommens berg som drevs av Johan Eric och Gustav Blom.

### Nya byggnader av HSB och allmännyttan

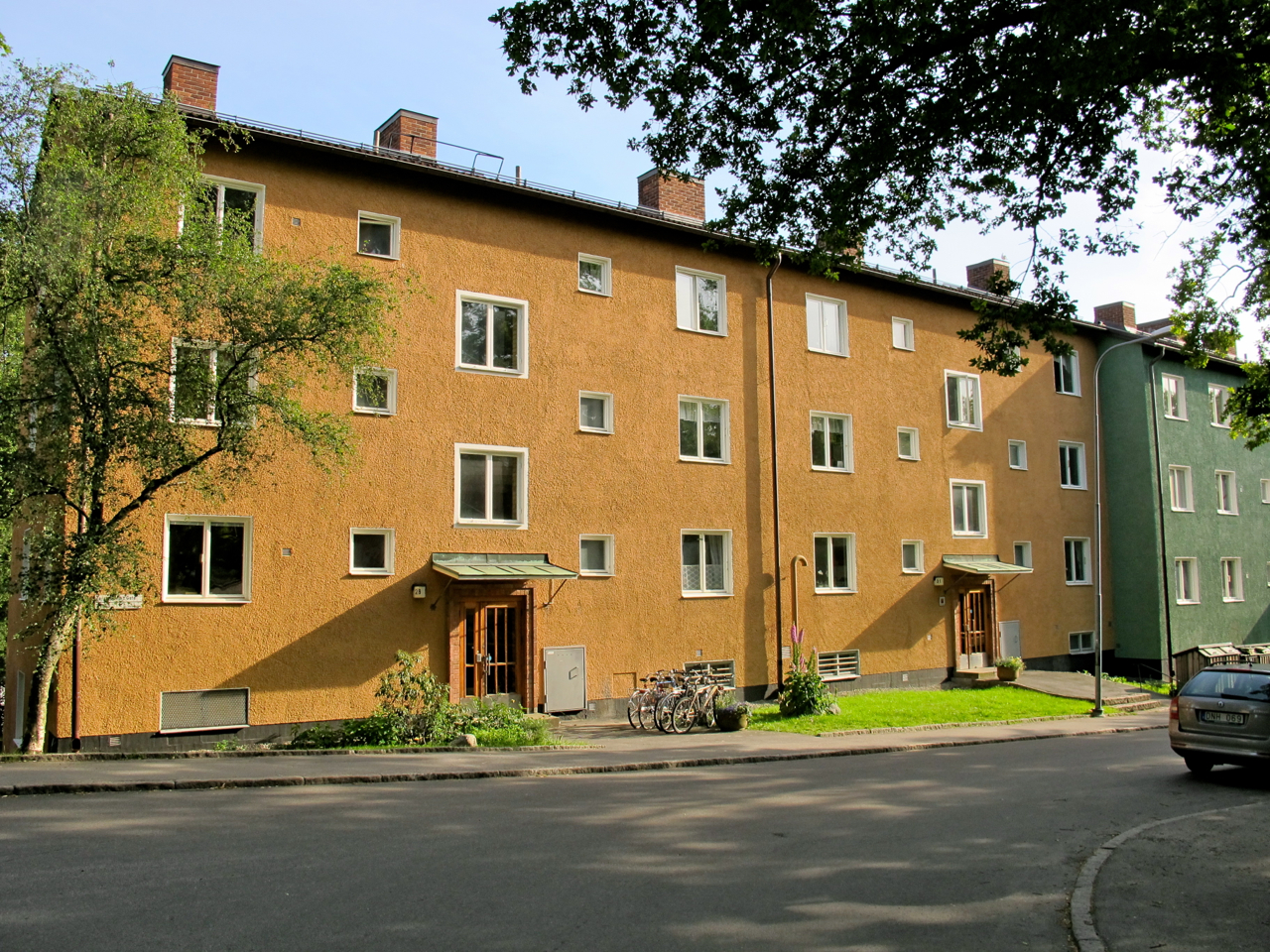
Torsten Alms gata i Aspudden

Manhem sålde 1920 alla sina fastigheter i Aspudden till Esselte som kom att vara ägare fram till 1944 då fastigheterna såldes till Stockholms stad. Aktiemajoriteten i Byggnads AB Manhem förvärvades av staden 1944 för 5,2 miljoner och staden blev ägare till jugendbebyggelsen. Detta förde även med sig att Stockholmshem och AB Familjebostäder började bygga bostadshus i området i form av punkthus, barnrikehus och smalhus längs med Hövdingagatan, Torsten Alms gata, Schlytervägen, Styrbjörnsvägen och Sigfridsvägen. Till de verksamma arkitekterna i Aspudden hörde Ernst Grönwall och Georg Varhelyi. Västra Aspudden, norr om Hägerstensvägen, byggdes på 1940-talet, och då uppfördes många hyreshus av allmännyttan. Några ritades av HSB under arkitekt Curt Strehlenert som vid den tiden var chef för HSB:s arkitektkontor. Aspuddens skola öppnade 1948 och var Aspuddens första egna skola. Den ritades av Tore Axén.
I en av HSB:s fastigheter vid Fågeltorget (hörnan Hägerstensvägen/Blommensbergsvägen) låg kvartersbiografen Tärnan, som öppnade den 24 september 1952 och stängde den 14 juni 1970. Delar av biografens entré finns fortfarande kvar och är idag Nettos godsmottagning. Det fanns även en biograf på Hägerstensvägen 100, "Aspen", från 1 september 1952 till maj 1961. Biografen "Jarla" låg på Härbärgesvägen, namnet Jarla var i bruk från 1934 till 1960-talet, biografen hade 90 platser. I början av 1970-talet fanns sex livsmedelsaffärer, nio frisörer och tre kaféer. Det fanns även specialbutiker som järnhandel, färghandel, skomakare, glasmästare och tatuerare. I Aspudden fanns 1970 en pressbyrå och glasskiosk på Hägerstensvägen samt postkontor och mödravårdscentral. Biblioteket låg på andra sidan Hägerstensvägen jämfört med dagens läge och låg vägg i vägg med restaurangen Aspen.

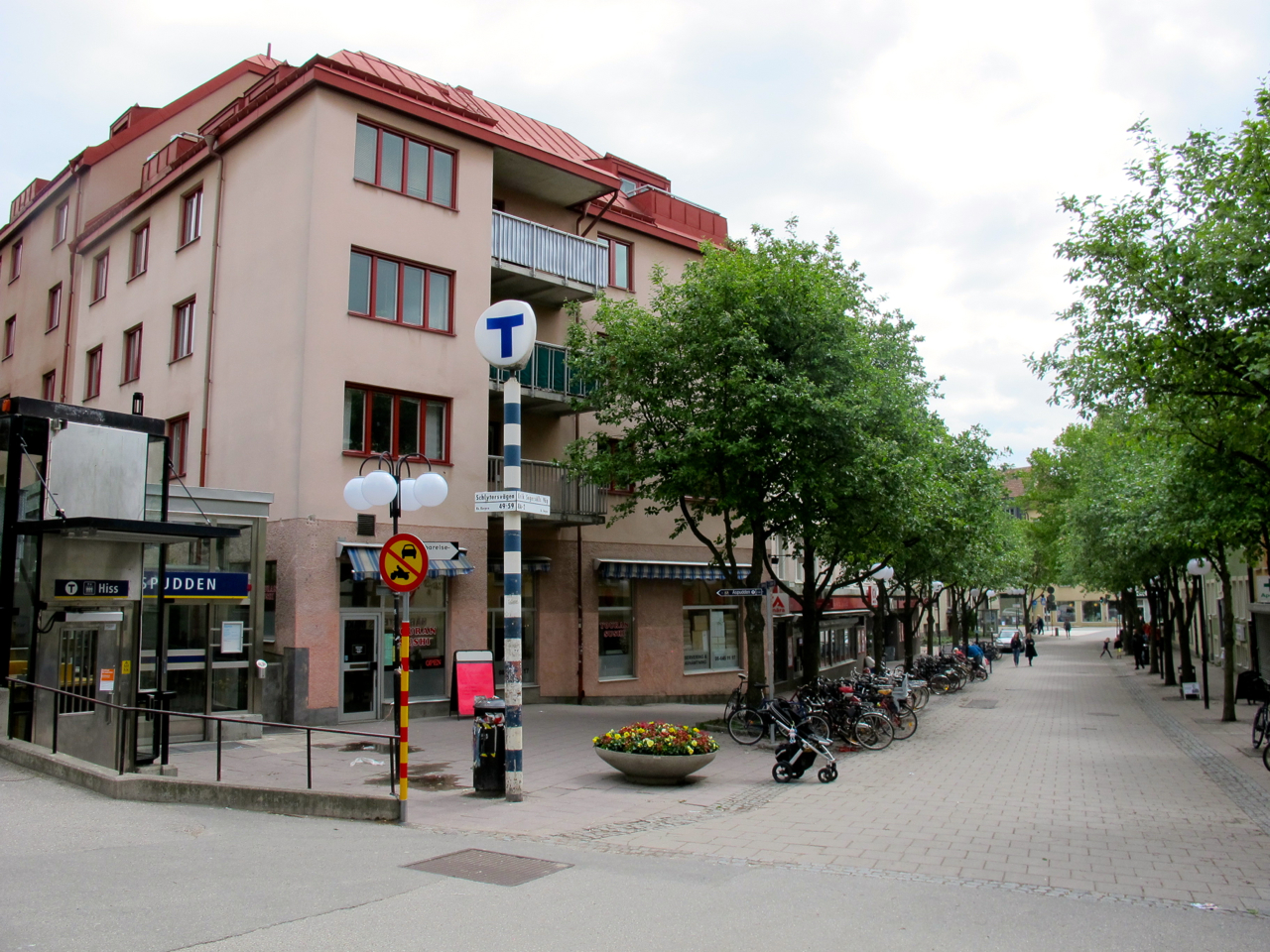
Erik Segersälls väg vid tunnelbanestationen i Aspudden

Spårvägen lades ner 1964 och samma år invigdes tunnelbanestationen Aspudden på röda linjen i Stockholms tunnelbana mellan stationerna Liljeholmen och Örnsberg. Stationen ligger i bergtunnel 15–20 meter under marken vid Schlytersvägen–Erik Segersälls väg. Stationen invigdes 5 april 1964. Avståndet från stationen Slussen är 4,7 kilometer. Utbyggnden av tunnelbanan innebar att gamla koloniträdgårdar i Aspudden försvann när Örnsbergs tunnelbanestation byggdes.

### Förslumning och rivningshot

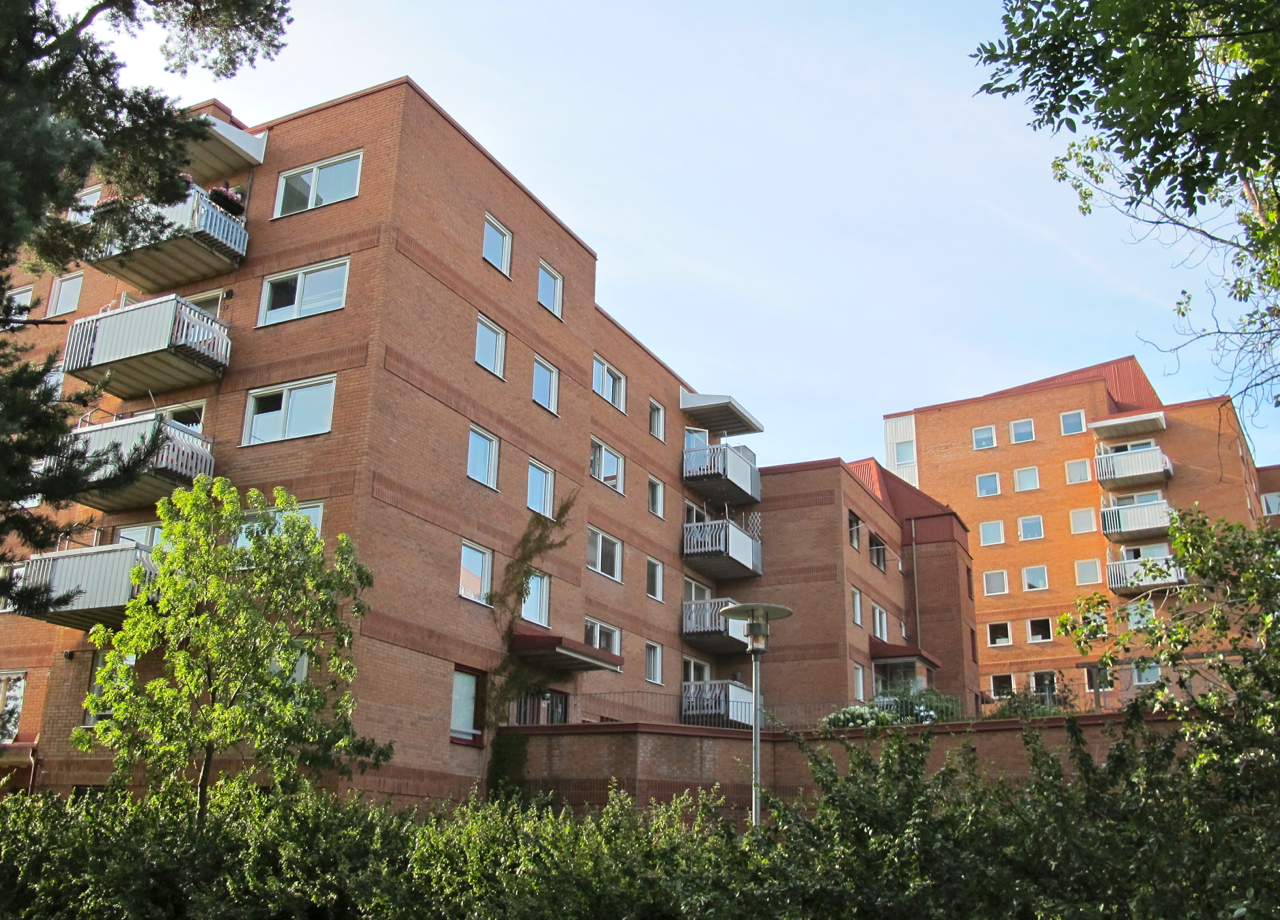
Bostadsområdet Örnbacken i Aspudden

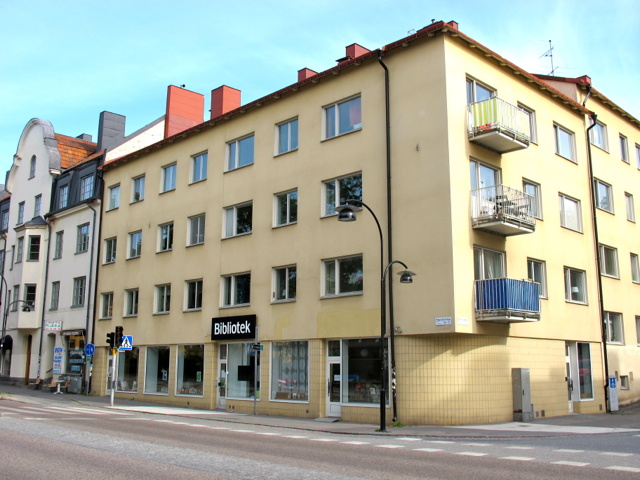
Aspuddens bibliotek på Hägerstensvägen

Från 1940-talet och framåt började Aspudden förändras och förslummas. Aspudden hade som flest invånare 13 500 år 1950. 1975 hade antalet sjunkit till 7500, en minskning med 49 procent. Många barnfamiljer lämnade området i en tid av reallöneökningar med möjligheter att flytta till större och modernare lägenheter i andra delar av Stockholm. De små äldre lägenheterna i Aspudden var för allt färre ett alternativ. Under 1960-talet blev Aspudden allt mer förslummat och befolkningen minskade och åldrades. I en undersökning över bostäderna i centrala Aspudden hade 65 procent av de som bodde där 1948 flyttat 1965. Inflyttningen kom från innerstaden, i första hand Södermalm. Perioden 1960-1970 minskade befolkningen i Aspudden med en dryg fjärdedel. En undersökning gjord 1973 visade att bara 4 procent av de boende i Aspudden var barnfamiljer. Man och ogift eller skilda var överrepresenterade.
Till Aspudden kom många personer med sociala problem att tilldelas lägenheter. 20 procent fanns i socialens register jämfört med 3 procent för Stockholm i sin helhet. I början av 1970-talet var var tredje invånare beroende av socialbidrag och var fjärde var registrerad hos nykterhetsnämnden. Det fanns ett känt ölcafé och systembolag i centrala Aspudden, Aspudden blev känt för sina många "fyllegubbar" och på ölcaféet satt många original och karaktärer. Aspudden hade även problem med droger och kriminalitet. I Aspudden var det jämfört med Stockholms stad i sin helhet dubbelt så vanligt med ingripanden av nykterhetsnämnden, socialhjälp (11 procent mot 4,6 procent) och personer med förtidspension, sjukbidrag eller invaliditetsersättning samt de som tog emot bidragsförskott (14 procent mot 7,8 procent). I vaktdistrikt 11 område M där Aspudden samt ett glest bebyggt område väster om Aspudden ingick rapporterades 204 fall av fylleri 1969. De sociala myndigheterna skapade en speciell Aspuddengrupp 1969 för att hantera problemen i Aspudden. Aspudden vid denna tid dokumenterades av Rainer Hartleb i dokumentären "Jag bor på Hägerstensvägen och på samma sida ligger ett System" från 1970. 1970 konstateras tre problem i Aspudden: fastigheterna i de äldre centrala delarna förfaller och många av de boende har sociala problem, Hägerstensvägens höga trafikintensitet med buller och avgaser bidrar till förslumningen och Vinterviken har kvar AB Nitro-Nobels lager och laboratorium och kan inte utvecklas till ett rekreationsområde.

### Sanering och gentrifiering

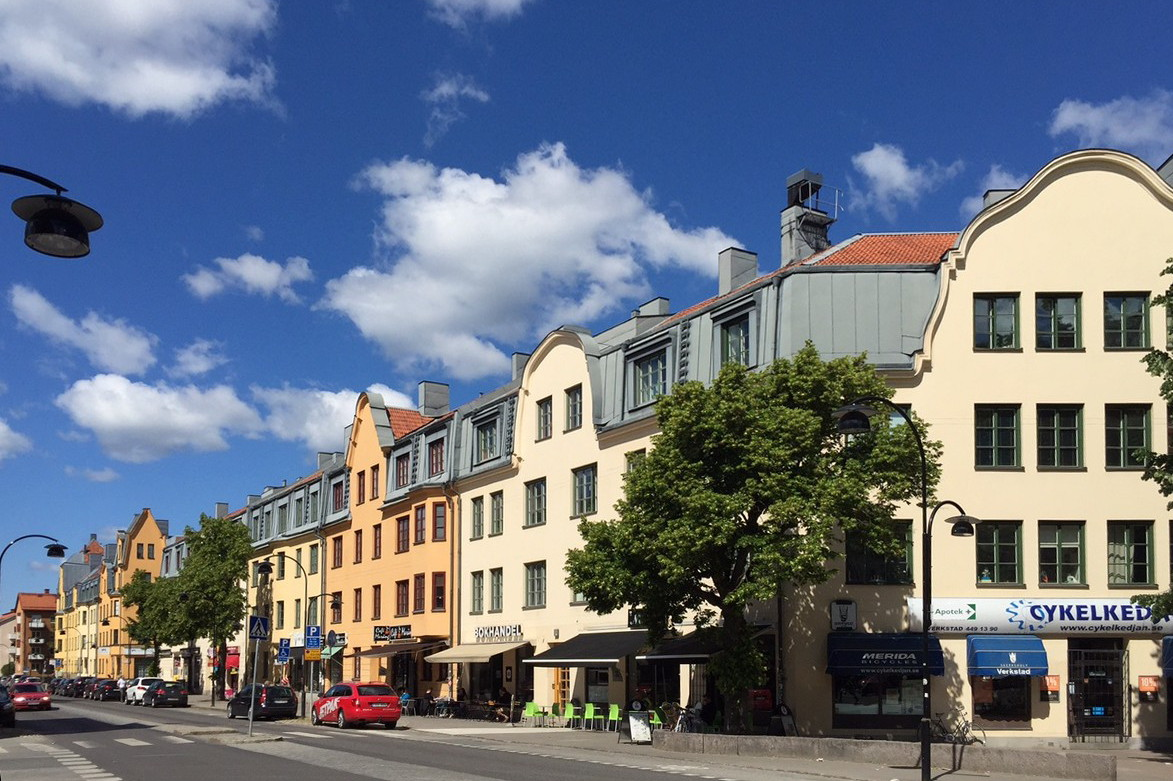
Hägerstensvägen i Aspudden

Aspudden stod inför rivningshot under 1960-talet då stadsdelen blivit nedsliten och en del politiker och företrädare för allmännyttan förordade sanering genom rivning. Boende bildade då gruppen Rädda Aspudden för att protestera mot rivningsplanerna. En uträkning i en rapport visade att det skulle vara billigare att renovera och modernisera existerande hus istället för att riva dem. Så istället kom de gamla husen att renoveras och mindre lägenheter slogs ihop och blev större. Saneringen av Aspudden beslutades 1974 och genomfördes 1975–1982. Husen som var i mycket dåligt skick revs. Saneringen av Aspudden visade sig i flera sociala förändringar, bland annat steg medelinkomsten och på 1980-talet var den i linje med övriga Stockholm. Under saneringsåren tillkom nya bebyggelse i kvarteren Vadaren, Palmfararen och Korpen 1978-1983. Aspudden fick även helt ny bebyggelse i bland annat området Örnbacken. Nya bostadshus byggdes även i centrala Aspudden vid Erik Segersälls väg.
I Aspudden bodde 7 500 personer 1995. Aspudden gentrifierades på 2000-talet då många kulturarbetare och höginkomsttagare bosatte sig där. Boverket skriver att "[f]örklaringen kan sökas dels i det attraktiva läget nära innerstaden, dels i stadsdelarnas [Aspudden och Midsommarkransens] karaktär av förstad snarare än förort. Utvecklingen reflekterar den som samtidigt skett i innerstaden." Aspudden är ett av de områden som har längst kötid i Stockholms bostadskö.
I protest mot beslutet att lägga ner Aspuddens badhus bildades aktionsgruppen Rädda Aspuddsbadet som ockuperade byggnaden 2009. Polisen stormade byggnaden på morgonen den 25 november. Badet revs och på platsen finns i dag en förskola.
Mellan 1990 och 2014 har andelen bostadsrätter mer än fördubblats med en ökning från 21 % till 50,7 %. År 1990 utgjorde hyresrätter 80 % av alla lägenheter i Aspudden jämfört med drygt 49 % 2014. Bland verksamheterna i dagens Aspudden hör bibliotek, bokhandel, brödbutik, guldsmed, två matbutiker, restauranger och caféer. På Blommenbergsvägen ligger Ove Skogs tatueringsstudio Doc Forest.

## Demografi
År 2017 hade stadsdelen cirka 9 000 invånare, varav cirka 21,9 procent med utländsk bakgrund.